# Copa del Món de Futbol de 1978 - Grup B
El Grup B de la Copa del Món de Futbol 1978, disputada a l'Argentina, formava part de la segona fase de la competició. Estava compost per quatre equips, que s'enfrontaren entre ells amb un total de 6 partits. El més ben classificat va jugar la final, mentre que el segon va disputar el partit pel segon lloc.

## Integrants
El grup B està integrat per les seleccions següents:
| Argentina       | Polònia         | Brasil          | Perú            |
| --------------- | --------------- | --------------- | --------------- |
| (2n del Grup 1) | (1r del Grup 2) | (2n del Grup 3) | (1r del Grup 4) |

## Classificació
| Pos | Equip     | PJ | PG | PE | PP | GF | GC | DG  | Pts | Classificació                    |
| --- | --------- | -- | -- | -- | -- | -- | -- | --- | --- | -------------------------------- |
| 1   | Argentina | 3  | 2  | 1  | 0  | 8  | 0  | +8  | 5   | Avança a la final                |
| 2   | Brasil    | 3  | 2  | 1  | 0  | 6  | 1  | +5  | 5   | Avança al partit pel tercer lloc |
| 3   | Polònia   | 3  | 1  | 0  | 2  | 2  | 5  | −3  | 2   |                                  |
| 4   | Perú      | 3  | 0  | 0  | 3  | 0  | 10 | −10 | 0   |                                  |

## Partits

### Brasil vs Perú
| Brasil                          | 3–0     | Perú |
| ------------------------------- | ------- | ---- |
| Dirceu 15', 27' · Zico 72' (p.) | Informe |      |

| POR              | 1  | Émerson Leão (c) |           |     |
| DEF              | 2  | Toninho          |           | 76' |
| DEF              | 3  | Oscar            |           |     |
| DEF              | 4  | Amaral           |           |     |
| DEF              | 16 | Rodrigues Neto   |           |     |
| MIG              | 17 | Batista          |           |     |
| MIG              | 5  | Toninho Cerezo   |           |     |
| MIG              | 11 | Dirceu           |           |     |
| DAV              | 18 | Gil              |           | 70' |
| DAV              | 19 | Jorge Mendonça   |           |     |
| DAV              | 20 | Roberto Dinamite | Amonestat |     |
| Substitucions:   |    |                  |           |     |
| MIG              | 8  | Zico             | 70'       |     |
| MIG              | 21 | Chicão           | 76'       |     |
| Seleccionador:   |    |                  |           |     |
| Cláudio Coutinho |    |                  |           |     |

| POR             | 21 | Ramón Quiroga        |           |     |
| DEF             | 4  | Héctor Chumpitaz (c) |           |     |
| DEF             | 3  | Rodolfo Manzo        |           |     |
| DEF             | 2  | Jaime Duarte         |           |     |
| DEF             | 5  | Rubén Díaz           |           | 11' |
| MIG             | 6  | José Velásquez       | Amonestat |     |
| MIG             | 8  | César Cueto          |           |     |
| MIG             | 10 | Teófilo Cubillas     |           |     |
| DAV             | 7  | Juan Muñante         |           |     |
| DAV             | 11 | Juan Carlos Oblitas  |           | 46' |
| DAV             | 19 | Guillermo La Rosa    |           |     |
| Substitucions:  |    |                      |           |     |
| DEF             | 14 | José Navarro         | 11'       |     |
| DAV             | 9  | Percy Rojas          | 46'       |     |
| Seleccionador:  |    |                      |           |     |
| Marcos Calderón |    |                      |           |     |

### Argentina vs Polònia
| Argentina       | 2–0     | Polònia |
| --------------- | ------- | ------- |
| Kempes 16', 71' | Informe |         |

| POR                | 5  | Ubaldo Fillol         |           |     |
| DEF                | 19 | Daniel Passarella (c) |           |     |
| DEF                | 7  | Luis Galván           |           |     |
| DEF                | 20 | Alberto Tarantini     |           |     |
| DEF                | 15 | Jorge Olguín          |           |     |
| MIG                | 6  | Américo Gallego       | Amonestat |     |
| MIG                | 2  | Osvaldo Ardiles       |           |     |
| MIG                | 21 | José Daniel Valencia  |           | 46' |
| DAV                | 9  | René Houseman         |           | 83' |
| DAV                | 10 | Mario Kempes          |           |     |
| DAV                | 4  | Daniel Bertoni        |           |     |
| Substitucions:     |    |                       |           |     |
| MIG                | 22 | Ricardo Villa         |           | 46' |
| DAV                | 16 | Oscar Alberto Ortiz   |           | 83' |
| Seleccionador:     |    |                       |           |     |
| César Luis Menotti |    |                       |           |     |

| POR            | 1  | Jan Tomaszewski     |           |     |
| DEF            | 8  | Henryk Kasperczak   |           |     |
| DEF            | 9  | Władysław Żmuda     |           |     |
| DEF            | 3  | Henryk Maculewicz   | Amonestat |     |
| DEF            | 4  | Antoni Szymanowski  |           |     |
| MIG            | 5  | Adam Nawałka        |           |     |
| MIG            | 11 | Bohdan Masztaler    |           | 64' |
| MIG            | 12 | Kazimierz Deyna (c) |           |     |
| MIG            | 18 | Zbigniew Boniek     |           |     |
| DAV            | 16 | Grzegorz Lato       |           |     |
| DAV            | 17 | Andrzej Szarmach    |           |     |
| Substitucions: |    |                     |           |     |
| DAV            | 2  | Włodzimierz Mazur   | 64'       |     |
| Seleccionador: |    |                     |           |     |
| Jacek Gmoch    |    |                     |           |     |

### Perú vs Polònia
| Perú | 0–1     | Polònia         |
| ---- | ------- | --------------- |
|      | Informe | A. Szarmach 65' |

| POR             | 21 | Ramón Quiroga        | 89' |     |
| DEF             | 4  | Héctor Chumpitaz (c) |     |     |
| DEF             | 3  | Rodolfo Manzo        | 7'  |     |
| DEF             | 2  | Jaime Duarte         |     |     |
| DEF             | 5  | José Navarro         |     |     |
| MIG             | 8  | César Cueto          |     |     |
| MIG             | 10 | Teófilo Cubillas     |     |     |
| MIG             | 17 | Alfredo Quesada      |     |     |
| DAV             | 7  | Juan Muñante         |     | 46' |
| DAV             | 11 | Juan Carlos Oblitas  |     |     |
| DAV             | 19 | Guillermo La Rosa    |     | 74' |
| Substitucions:  |    |                      |     |     |
| MIG             | 9  | Percy Rojas          |     | 46' |
| DAV             | 20 | Hugo Sotil           |     | 74' |
| Seleccionador:  |    |                      |     |     |
| Marcos Calderón |    |                      |     |     |

| POR            | 21 | Zygmunt Kukla        |     |     |
| DEF            | 3  | Henryk Maculewicz    |     |     |
| DEF            | 4  | Antoni Szymanowski   |     |     |
| DEF            | 6  | Jerzy Gorgoń         | 59' |     |
| DEF            | 9  | Władysław Żmuda      |     |     |
| MIG            | 5  | Adam Nawałka         |     |     |
| MIG            | 11 | Bohdan Masztaler     |     | 46' |
| MIG            | 12 | Kazimierz Deyna (c)  |     |     |
| MIG            | 18 | Zbigniew Boniek      | 75' | 86' |
| DAV            | 16 | Grzegorz Lato        |     |     |
| DAV            | 17 | Andrzej Szarmach     |     |     |
| Substitucions: |    |                      |     |     |
| DEF            | 8  | Henryk Kasperczak    |     | 46' |
| DAV            | 19 | Włodzimierz Lubański |     | 86' |
| Seleccionador: |    |                      |     |     |
| Jacek Gmoch    |    |                      |     |     |

### Argentina vs Brasil
| Argentina | 0–0     | Brasil |
| --------- | ------- | ------ |
|           | Informe |        |

| POR                | 5  | Ubaldo Fillol         |           |     |
| DEF                | 19 | Daniel Passarella (c) |           |     |
| DEF                | 7  | Luis Galván           |           |     |
| DEF                | 20 | Alberto Tarantini     |           |     |
| DEF                | 15 | Jorge Olguín          |           |     |
| MIG                | 6  | Américo Gallego       |           |     |
| MIG                | 2  | Osvaldo Ardiles       |           | 46' |
| MIG                | 10 | Mario Kempes          |           |     |
| DAV                | 4  | Daniel Bertoni        |           |     |
| DAV                | 16 | Oscar Alberto Ortiz   |           | 60' |
| DAV                | 14 | Leopoldo Luque        |           |     |
| Substitucions:     |    |                       |           |     |
| MIG                | 22 | Ricardo Villa         | Amonestat | 46' |
| DAV                | 1  | Norberto Alonso       |           | 60' |
| Seleccionador:     |    |                       |           |     |
| César Luis Menotti |    |                       |           |     |

| POR              | 1  | Émerson Leão (c) |           |     |
| DEF              | 2  | Toninho          |           |     |
| DEF              | 3  | Oscar            |           |     |
| DEF              | 4  | Amaral           |           |     |
| DEF              | 16 | Rodrigues Neto   |           | 34' |
| MIG              | 17 | Batista          |           |     |
| MIG              | 21 | Chicão           | Amonestat |     |
| MIG              | 11 | Dirceu           |           |     |
| DAV              | 18 | Gil              |           |     |
| DAV              | 19 | Jorge Mendonça   |           | 67' |
| DAV              | 20 | Roberto Dinamite |           |     |
| Substitucions:   |    |                  |           |     |
| DEF              | 6  | Edinho           | Amonestat | 34' |
| MIG              | 8  | Zico             | Amonestat | 67' |
| Seleccionador:   |    |                  |           |     |
| Cláudio Coutinho |    |                  |           |     |

### Brasil vs Polònia
| Brasil                                  | 3–1     | Polònia  |
| --------------------------------------- | ------- | -------- |
| Nelinho 13' · Roberto Dinamite 58', 63' | Informe | Lato 45' |

| POR              | 1  | Émerson Leão (c) |           |     |
| DEF              | 13 | Nelinho          |           |     |
| DEF              | 3  | Oscar            |           |     |
| DEF              | 4  | Amaral           |           |     |
| DEF              | 2  | Toninho          |           |     |
| MIG              | 17 | Batista          |           |     |
| MIG              | 5  | Toninho Cerezo   | Amonestat | 77' |
| MIG              | 8  | Zico             |           | 7'  |
| DAV              | 11 | Dirceu           |           |     |
| DAV              | 18 | Gil              |           |     |
| DAV              | 20 | Roberto Dinamite |           |     |
| Substitucions:   |    |                  |           |     |
| DAV              | 19 | Jorge Mendonça   | Amonestat | 7'  |
| MIG              | 10 | Rivellino        | 77'       |     |
| Seleccionador:   |    |                  |           |     |
| Cláudio Coutinho |    |                  |           |     |

| POR            | 1  | Jan Tomaszewski      |     |     |
| DEF            | 4  | Antoni Szymanowski   |     |     |
| DEF            | 9  | Władysław Żmuda      |     |     |
| DEF            | 6  | Jerzy Gorgoń         |     |     |
| DEF            | 3  | Henryk Maculewicz    |     |     |
| MIG            | 5  | Adam Nawałka         |     |     |
| MIG            | 8  | Henryk Kasperczak    |     | 64' |
| MIG            | 12 | Kazimierz Deyna (c)  |     |     |
| MIG            | 18 | Zbigniew Boniek      |     |     |
| DAV            | 16 | Grzegorz Lato        |     |     |
| DAV            | 17 | Andrzej Szarmach     |     |     |
| Substitucions: |    |                      |     |     |
| DAV            | 19 | Włodzimierz Lubański | 64' |     |
| Seleccionador: |    |                      |     |     |
| Jacek Gmoch    |    |                      |     |     |

### Argentina vs Perú
| Argentina                                                       | 6–0     | Perú |
| --------------------------------------------------------------- | ------- | ---- |
| Kempes 21', 49' · Tarantini 43' · Luque 50', 72' · Houseman 67' | Informe |      |

| POR                | 5  | Ubaldo Fillol         |  |     |
| DEF                | 19 | Daniel Passarella (c) |  |     |
| DEF                | 7  | Luis Galván           |  |     |
| DEF                | 20 | Alberto Tarantini     |  |     |
| DEF                | 15 | Jorge Olguín          |  |     |
| MIG                | 6  | Américo Gallego       |  | 85' |
| MIG                | 12 | Omar Larrosa          |  |     |
| MIG                | 10 | Mario Kempes          |  |     |
| DAV                | 4  | Daniel Bertoni        |  |     |
| DAV                | 16 | Oscar Alberto Ortiz   |  | 60' |
| DAV                | 14 | Leopoldo Luque        |  |     |
| Substitucions:     |    |                       |  |     |
| DAV                | 9  | René Houseman         |  | 64' |
| MIG                | 17 | Miguel Oviedo         |  | 85' |
| Seleccionador:     |    |                       |  |     |
| César Luis Menotti |    |                       |  |     |

| POR             | 21 | Ramón Quiroga        |           |     |
| DEF             | 4  | Héctor Chumpitaz (c) |           |     |
| DEF             | 3  | Rodolfo Manzo        |           |     |
| DEF             | 2  | Jaime Duarte         |           |     |
| DEF             | 22 | Roberto Rojas        |           |     |
| MIG             | 17 | Alfredo Quesada      | Amonestat |     |
| MIG             | 6  | José Velásquez       | Amonestat | 51' |
| MIG             | 8  | César Cueto          |           |     |
| DAV             | 7  | Juan Muñante         |           |     |
| DAV             | 11 | Juan Carlos Oblitas  |           |     |
| DAV             | 10 | Teófilo Cubillas     |           |     |
| Substitucions:  |    |                      |           |     |
| DAV             | 16 | Raúl Gorriti         | 51'       |     |
| Seleccionador:  |    |                      |           |     |
| Marcos Calderón |    |                      |           |     |